# Marea Adunare Națională de la Alba Iulia

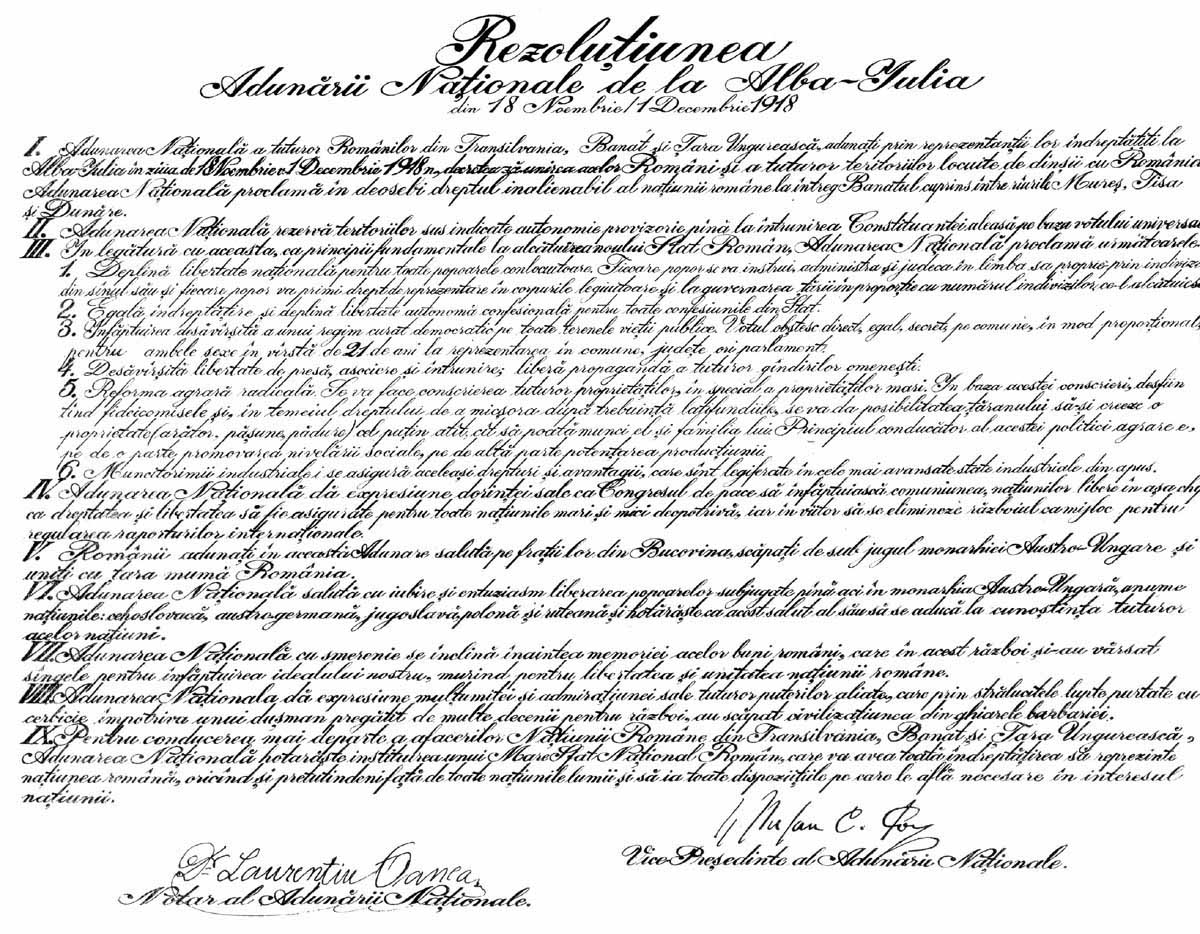
Textul rezoluției

Marea Adunare Națională de la Alba Iulia a avut loc la 1 decembrie 1918, a fost convocată de către Marele Sfat Național Român, prin Consiliul Național Român Central de la Arad CNRC, la care au participat 1228 de deputați pentru a vota Rezoluția de la Alba Iulia, prin care se pecetluia Unirea Transilvaniei cu Regatul Român. Locul desfășurării a fost vechea sală a casinei (cazinei) militare (cercul militar) din Alba Iulia, spațiu ce poartă astăzi numele de Sala Unirii.

## Organizare
Ideea organizării unei Mari Adunări Naționale care să constituie expresia voinței unanime de Unire a Transilvaniei cu România a venit din partea socialistului Ioan Flueraș. În seara de 13 noiembrie 1918, după întreruperea tratativelor cu delegația maghiară condusă de ministrul Oszkár Jászi, membrii CNRC s-au dus la Vasile Goldiș și în cabinetul acestuia, după ample discuții, au hotărât convocarea Adunării Naționale.  În noaptea de 14 noiembrie 1918, după a doua zi a convorbirilor cu delegația maghiară, într-o ședință a CNRC prezidată de Ștefan Cicio-Pop în clădirea Școlii civile de băieți din Arad, pentru a analiza situația tratativelor, un grup de tineri, în frunte cu Iustin Marșieu, au cerut Consiliului să proclame chiar atunci Unirea Transilvaniei cu România. Acestora le-a răspuns Vasile Goldiș, arătând că o asemenea hotărâre nu poate fi proclamată decât într-o mare adunare reprezentativă. La 15 noiembrie 1918, după eșecul tratativelor cu delegația maghiară purtate între 12 și 14 noiembrie 1918, CNRC într-o ședință plenară, care a ținut până noaptea târziu și care a avut loc în sala de festivități a Școlii civile greco-ortodoxe române de fete din Arad, ia hotărârea de a declara unirea românilor transilvăneni, crișeni, bănățeni și maramureșeni cu Regatul României într-o Mare Adunare Națională. Tot atunci s-au discutat măsurile care trebuiesc luate în vederea convocării grabnice a adunării. În aceeași zi CNRC s-a adresat tuturor Consiliilor Naționale Române printr-un ordin multiplicat în mii de exemplare la tipografia Concordia din Arad, în care s-au dat indicațiile pe baza cărora să se facă alegeri de delegați cercuali pentru Marea Adunare Națională Română, ce avea să fie convocată în cel mai scurt timp. Alegerile aveau să se facă pe baza votului universal în termen de 12 zile. Totodată, se fac precizări privind ceilalți reprezentanți, pe lângă cei din partea cercurilor electorale, și se arată că alegerile să se facă în așa fel încât Adunarea Națională să întruchipeze în mod cât se poate de demn și norocos toate straturile națiunii noastre democratice. 
Hotărârea este cuprinsă în Regulamentul pentru alegerea deputaților care urmau să voteze Unirea cea Mare. Alegerea deputaților urma să se facă în următoarele 10 zile în conformitate cu Legea electorală din 1910, pe circumscripții, în toate localitățile desemnate a fi centre electorale. Numărul deputaților aleși s-a decis a fi cinci pe circumscripție electorală, aleși prin vot universal deschis.
La 16 noiembrie 1918, după masa, CNRC convoacă o nouă ședință amplificată cu reprezentanți ai gărzilor naționale și ai studențimii, care a avut loc tot în sala de festivități a Școlii civile de fete și în prezența a 50 -60 de persoane. În această ședință s-au discutat amănuntele desfășurării proiectatei Mari Adunări Naționale, stabilindu-se ca dată ziua de 1 decembrie stil nou și locul unde să se desfășoare. Aradul, un centru politic principal de atunci al românilor transilvăneni a căzut, fiind prea mărginaș. Sibiul, vechi centru politic românesc cu rol atât de important în mișcarea memorandistă, n-a fost acceptat, deoarece se putea aduce învinuirea că adunarea s-a desfășurat sub influența armatei române reintrată în război și în Transilvania. Clujul, alt centru cultural vechi și important al Transilvaniei, a fost exclus din cauza procentului ridicat al populației de etnie maghiară. Astfel, au rămas în discuție doar Alba Iulia și Blajul. Blajul a fost luat în discuție datorită Marii Adunări Naționale din 15 mai 1848 de pe Câmpia Libertății, iar actul de la 1 Decembrie era socotit o urmare firească a acelei Adunări. În final, s-a optat pentru Alba Iulia, opțiunea fiind argumentată istoric astfel: Alba Iulia a fost unul dintre cele mai importante centre ale Daciei romane; Alba Iulia a fost centrul celei dintâi uniri politice a țărilor române prin mintea și sabia lui Mihai Viteazu; Alba Iulia a fost locul martiriului lui Horea, Cloșca și Crișan și al întemnițării lui Avram Iancu. Era orașul cu cele mai numeroase și mai adânci semnificații în istoria poporului român din Transilvania. Alegerea Alba Iuliei a avut și argumente de ordin practic, prezentate de un tânăr inginer, care a subliniat că se dorește aducerea la adunare a cel puțin 100.000 de participanți, iar aceștia vor veni de la distanțe mari cu aproximativ 20 de trenuri speciale. Gara de la Blaj nu avea capacitatea de a primi acest număr mare de trenuri, pe când gara din Alba Iulia era mai mare, iar în nemijlocita apropiere se aflau triajul de la Coșlariu și gara de la Vințu de Jos. Al doilea argument a fost că adunarea de la Blaj de la 1848 a avut loc în luna mai, când participanții nu aveau nevoie de adăpost, iar adunarea de acum se ține la 1 decembrie, în plină iarnă, iar o sută de mii de oameni nu pot să sosească în câteva ore și vor sosi din preziua adunării, iar în Blaj nu erau posibilități de cazare, pe când în Alba Iulia existau trei cazărmi mari, școli, iar în caz de nevoie se puteau folosi și cazematele cetății. În aceeași ședință s-a stabilit ora de începere a adunării la 10 dimineața, iar Ioan Suciu a fost însărcinat cu organizarea măreței adunări în mod oficial
La 17 noiembrie, Vasile Goldiș publică în ziarul Românul articolul Să ne organizăm, în care prezintă un îndrumar cu ceea ce aveau de făcut românii pentru ca Să nu rămână colț românesc străin de această mișcare mare, de la care așteptăm fructul luptelor seculare: totala dezrobire și consolidarea neamului românesc
În 18 noiembrie este publicat manifestul Către popoarele lumii, prin care se aduce la cunoștință hotărârea națiunii române de a-și realiza idealul național, de a peri mai bine decât a suferi mai departe sclavia și atârnarea. În ziua de 19 noiembrie a avut loc o nouă ședință a CNRC în care s-a citit scrisoarea primită de la Ion I.C. Brătianu și s-a hotărât textul și emiterea convocatorului Marii Adunări Naționale. Textul a fost redactat de Vasile Goldiș și semnat de Ștefan Cicio-Pop, în calitate de președinte al CNRC, și de Gheorghe Crișan, în calitate de secretar, la 20 noiembrie 1918. În textul Convocării a fost prezentată structura Adunării astfel: episcopii români din Ungaria și Transilvania, toți protopopii în funcție ai celor două confesiuni românești (ortodoxă și greco-catolică), câte un reprezentant al fiecărui consistoriu și capitlu, câte doi reprezentanți ai societăților culturale, câte două reprezentate ale fiecărei reuniuni femeiești, câte un reprezentant de la fiecare școală medie și câte un reprezentant de la fiecare institut teologic, pedagogic sau școală civilă, câte doi reprezentanți de la fiecare reuniune învățătorească, câte un ofițer și un soldat din garda națională din fiecare secțiune comitatensă, doi reprezentați de la fiecare reuniune de meseriași, delegații partidului social-democrat român, ca reprezentați ai muncitorimii organizate, doi reprezentanți ai studențimii și câte cinci reprezentanți din fiecare cerc electoral.
Textul Rezoluției Adunării Naționale de la Alba Iulia a fost redactat la Arad, într-o ședință a CNRC de la 28 noiembrie 1918, și a fost supus dezbaterii spre a-și spune părerea și alți lideri ai luptei pentru Unire la 30 noiembrie 1918, la Alba Iulia. Textul final a fost, astfel,  aprobat spre miezul nopții.

## Desfășurare
Ziua de duminică, 1 decembrie 1918, era și ea parcă îmbrăcată de sărbătoare, deoarece noaptea ninsese și întreaga natură a fost învăluită în alb imaculat. Scriitorul Emil Isac a descris acea dimineață astfel: Se ivesc zorile. Ninge lin. Pe străzi defilează legiunea română, precedată de fanfara minerilor și a ofițerilor. Este o demonstrație cum nu s-a mai văzut vreodată, pe care niciun om de cultură nu se poate reține să nu o admire... Niciodată n-am văzut o asemenea masă de țărani. Este puterea ancestrală care defilează. Și toată lumea cântă... Masele așteaptă... unduindu-se ca un val puternic de oameni. Câteva momente și începe istoria.... Participanții la Adunare au început defilarea dis-de-dimineață îmbrăcați cu haine de sărbătoare, împodobiți cu cocarde, încinși peste brâu cu tricolorul național sau avându-l trecut în diagonală peste piept, cu steaguri, încolonați în rânduri de câte patru și cântând cântece naționale.. În jur de ora 7, duminică fiind, participanții s-au îndreptat către slujbele religioase ținute atât în biserica ortodoxă, cât și în cea greco-catolică., apoi delegații Marii Adunări s-au îndreptat către Sala Cazinoului, numită de atunci Sala Unirii, locul unde avea să se dea citirii rezoluției unirii și votării acesteia:
|  | Sosirea membrilor Marelui Sfat este primită cu puternice ovații. Primul intră d. Goldiș în uralele întregii săli. Apoi rând pe rând N. Ivan, A. Cosma, Saftu, Giurgiu, Grapini, Ciser, Flueraș, Jumanca, T. Albani, Mihuț etc. Tineri și mici de statură sunt toți. Lumea îi primește cu simpatie și aclamări. Când intră în sală Imbroane, Ghiță Pop, Geni Goga, Șchiopul, refugiații noștri, în sală izbunesc din nou aclamările. Apar apoi arhierei, Radu, Popp, Frențiu, Hossu între ovațiile furtunoase ale tuturor. După ei, aclamat cu căldură Șt. C. Pop, apoi T. Mihali, maiorul Vlad și ofițerii din România: Băgulescu, Jeleriu, Mărculescu, înalță chipiile românești și salută adunarea extaziată. | — Ziarul Unirea de la Blaj |

.
La orele 10.30 lucrările au fost deschise prin discursul lui Ștefan Cicio Pop, președintele Marelui Sfat Național Român și al Consiliului Național Român Central, care a prezentat hotărârea Marelui Sfat Național Român de a convoca o Mare Adunare Națională la Alba-Iulia, această Meccă a românismului, a relatat suferințele îndurate de românii ardeleni sub stăpânirea maghiară și în cei patru ani de război, a adus laude armatei americane care au adus seninătate asupra soartei războiului, națiunilor franceze, engleze și italiene, care împreună au răpus Puterile Centrale, l-a slăvit pe președintelui american Woodrow Wilson, care prin cele 14 puncte ale sale a pledat pentru principiul autodeterminării naționalităților și reajustarea granițelor în Europa. I-a salutat pe reprezentații României, Basarabiei și Bucovinei, iar la final i-a numit notari ad-hoc pe Laurențiu Oanea și Sever Miclea, iar raportor al comisiei de verificare a fost numit Ioan Suciu.
După discursul lui Ștefan Cicio Pop, Ioan Suciu i-a declarat verificați pe toți cei 1.228 de delegați și s-a trecut la constituirea Adunării Naționale, fiind numiți președinți George Pop de Băsești, episcopul ortodox de la Arad, Ioan Ignatie Papp, și episcopul greco-catolic de la Oradea, Demetriu Radu. Vicepreședinți au fost numiți Theodor Mihali, Ștefan Pop și Ioan Flueraș.
George Pop de Băsești a declarat deschiderea Adunării Naționale, iar episcopul greco-catolic Iuliu Hossu a citit Rezoluția Adunării Naționale. După citirea declarației a luat cuvântul Iuliu Maniu care sprijinește apoi cu istețime ultimile puncte din proiectul de rezoluțiune și cere primirea cu unanimitate a proiectului, iar sala i-a răspuns: Primim. Primim cu toții. Primim totul. Trăiască.. Au luat apoi cuvântul Iosif Jumanca, Alexandru Vaida-Voevod, episcopul Demetriu Radu, episcopul Ioan Ignatie Papp și lucrările au fost închise pe acordurile imnului Deșteaptă-te române.

## Documentarea fotografică
Fotografiile ce surprind atmosfera Marii Adunări Naționale de la 1 Decembrie 1918 au fost realizate de Samoilă Mârza, cu un aparat de fotografiat cu burduf, achiziționat din banii obținuți în urma vânzării unei perechi de boi. Tehnica de fotografiere greoaie și vremea neprielnică i-au permis să realizeze numai cinci poze. De remarcat este faptul că organizatorii au angajat un fotograf profesionist pentru acest eveniment care, în final, nu a mai dat curs solicitării, demersul fotografic benevol al lui Samoilă Mârza fiind astfel o fericită ocazie. Fotografiile lui Samoilă Mârza de la Alba Iulia au fost folosite de delegația română la Conferința de Pace de la Versailles, pentru ca aliații să vadă clar susținerea populară a evenimentului. Este posibil ca și ele să fi influențat decizia Marilor Puteri de a recunoaște Marea Unire.